# Middelvaart
Buitenplaats Middelvaart is een buitenplaats in Baambrugge liggend aan de rivier de Angstel. Middelvaart is, soortgelijk aan Halfweg, zo genoemd omdat het aan de trekvaart midden tussen Amsterdam en Utrecht lag, zestien kilometer beide kanten op. 

## Geschiedenis
De buitenplaats is vermoedelijk al ontstaan voor 1691. De gegevens van deze buitenplaats zijn door de oorlogshandelingen van 1672-1673 verloren gegaan.
De eerste vermelding van de buitenplaats Middelvaart is in de archieven van het gerecht. Een "Estimatie seeckere huysinge, hofstede, plantagie, ...., by Huygh Goverts de Beer, schout tot Loenen op 16-11-1691 in de audiëntie van den Hove Provinciael van Utrecht by decreet gecoght..." Uit deze vermelding blijkt dat er dan reeds van een buitenplaats sprake is.
Medio 1701 wordt de buitenplaats door Abraham van Dorssen, bierbrouwer te Vreeland, verkocht aan Nicolaes Rochusz. van Capelle, bewindhebber van de O.I. Compagnie, directeur van de Kolonie Guyanna of Wilde Kust en koopman op de Oostzee. Hij was getrouwd met Johanna Schulerus. Na het overlijden van Nicolaes in 1704 bleef zij gebruik maken van de buitenplaats.
Hun enige dochter, Sara Maria, trouwde met Pieter van Alphen en schonk hem vier kinderen. Dit echtpaar behield de buitenplaats ruim vijftig jaar. Na het overlijden van zijn vrouw verkocht Pieter van Alphen de buitenplaats. Hij overleed in augustus 1774, voordat in september de notaris de overdracht in een akte kon vastleggen. Er werd bemiddeld door een makelaar in opdracht van vrouwe Elisabeth van Almonde, weduwe van dominee Johannes Deknatel, bijgestaan door haar zoon Jan Deknatel.
In 1796 is Jan Deknatel overleden. De erfenis wordt pas in 1802 / 1805 geregeld. Na 1802 geeft Hillegonda Jacoba, getrouwd met Jacob GIjsbert van der Smissen, opdracht aan de executeurs van de boedel van haar moeder opdracht om de buitenplaats te verkopen. De koper is Anthony Bruyningh.
In september 1835 wordt de buitenplaats, namens Catharina Hooft, geveild. De koper is Jan Jansen. Hij is in 1848 overleden op de buitenplaats.
De landerijen komen in 1849 in handen van Johanna Jansen, echtgenote van Jan Jacob van Voorthuysen te Abcoude. Het herenhuis was door haar echtgenoot gekocht. In mei 1852 wordt de buitenplaats opnieuw geveild. De landerijen en het herenhuis worden apart verkocht. De landerijen komen in handen van Willem Broere, die ook later het herenhuis in handen zal krijgen.
In 1891 wordt het huis gekocht door Philippina Contantia Isabella Voombergh, echtgenote van jhr. Jan Willem van Loon de 'boerenhofstee met tuinmans- of koetsierswoning genaamt Middelvaart'. Het herenhuis is verhuurd aan de heer Hessink. Vanaf 1926 tot 1978 waren Andries van Voorthuijsen, zijn zoon, kleinzoon en nu achterkleinzoon eigenaars van het huis. Zij verhuurden het huis ook.
In 1978 werd het hele huis, dat tot dat jaar in tweeën werd bewoond, gerestaureerd onder leiding van de Loenense architect Ehlhardt. Oprdrachtgevers waren de heer A.J. Slaman en zijn vrouw E.-J. Richard.

## Lijst van eigenaren
- 1691 - Huygh Goverts de Beer
- - 1700 Abraham van Dorssen
- 1700 - Nicolaes Rochuszn. van Capelle x Johanna Schulerus
- - Johanna Schulerus
- 1774 Sara Maria van Capelle
- - 1774 Pieter van Alphen
- 1774 - Elisabeth van Almonde
- - 1796 Jan Deknatel
- 1796 - 1802 Hillegonda Deknatel x Jacob Gijsbert van der Smissen
- 1802 - 1805 Anthony Bruyningh
- 1805 - 1824 Geertruyd Bruyningh
- 1834 - 1835 Catharina Hooft
- 1835 - 1848 Jan Jansen x Johanna Christina Viruly
- 1848 - Jan Jacob van Voorthuysen
- 1852 - 1890 Willem Broere
- 1890 - 1891 erven Broere
- 1891 - 1905 Philippina Constantia Isabella Voombergh
- 1905 - 1926 jkvr. Anna Louise Agatha van Loon, douarière Willem Karel Frederik Pieter graaf van Bylandt
- 1926 - 1978 Andries van Voorthuijsen, zijn zoon, kleinzoon en achterkleinzoon André van Voorthuijsen
- 1978 - 2007 Abraham Johannes Slaman x Ellen-Joyce Richard
- 2007 - Roy Blom x Lillian van Dijk

## Trivia
Al vanaf 1903 huurden de Van Voorthuijsens het koetshuis achter Middelvaart als onderhuurder. Vanaf de verkoop van Middelvaart bewoonden de vierde (André 1978-2020) en vijfde generatie (Christiaan 1978-) van de Van Voorthuijsens het door hun sterk verbouwde koetshuis.